# (2967) Vladisvyat
(2967) Vladisvyat est un astéroïde de la ceinture principale.

## Description
(2967) Vladisvyat est un astéroïde de la ceinture principale. Il fut découvert le 19 septembre 1977 à Naoutchnyï par Nikolaï Tchernykh. Il présente une orbite caractérisée par un demi-grand axe de 3,20 UA, une excentricité de 0,13 et une inclinaison de 18,0° par rapport à l'écliptique.

## Compléments